# جوانما سواريز
جوانما سواريز (بالإسبانية: Juan Manuel Suárez Fernández)‏ هو موسيقي ومغني وملحن إسباني، ولد في 11 يوليو 1962 في سانتورتزي في إسبانيا، وتوفي بنفس المكان في 9 أكتوبر 1992 بسبب توقف القلب.